# Nintendo DSi
Nintendo DSi je malá herní konzole se dvěma displeji od firmy Nintendo. Jedná se o nástupce Nintendo DS Lite. Bylo uvedené v Japonsku 1. listopadu 2008, a celosvětově na začátku dubna 2009. V prodeji je také větší verze Nintendo DSi XL, které bylo uvedené o rok později. Jejím nástupcem je Nintendo 3DS.